# Ann Curry
Pour les articles homonymes, voir Curry (homonymie).
Ann Curry est une journaliste américaine née le 19 novembre 1956. Elle est la présentatrice principale de l'émission du matin Today sur la chaîne de télévision américaine NBC depuis 1997. Elle participe à l'émission hebdomadaire Dateline NBC. Avec Lester Holt, elle est la remplaçante de Brian Williams sur les infos du soir NBC Nightly News. Ann Curry est diplômée de l'université d'Oregon.

## Biographie
Née à Guam d'un père américain marin de carrière à la Navy et d'une mère japonaise, Ann Curry passe son enfance dans plusieurs pays avant que la famille ne s'établisse à Ashland, dans l'Oregon. Elle est scolarisée à San Diego, Alameda, au Japon, Virginia Beach. Elle obtient un BA de journalisme de l'université d'Orégon.
Mariée, elle a deux enfants.

## Activités humanitaires
Ann Cury est membre active des associations caritatives suivantes :
- Multiple Myeloma Research Foundation[3]
- Susan G. Komen Breast Cancer Foundation[3] ;
- AmeriCares (en)[3] ;
- Save the Children[3] ;
- Médecins sans frontières[3] ;
- Airline Ambassadors[3].